# 八坂通

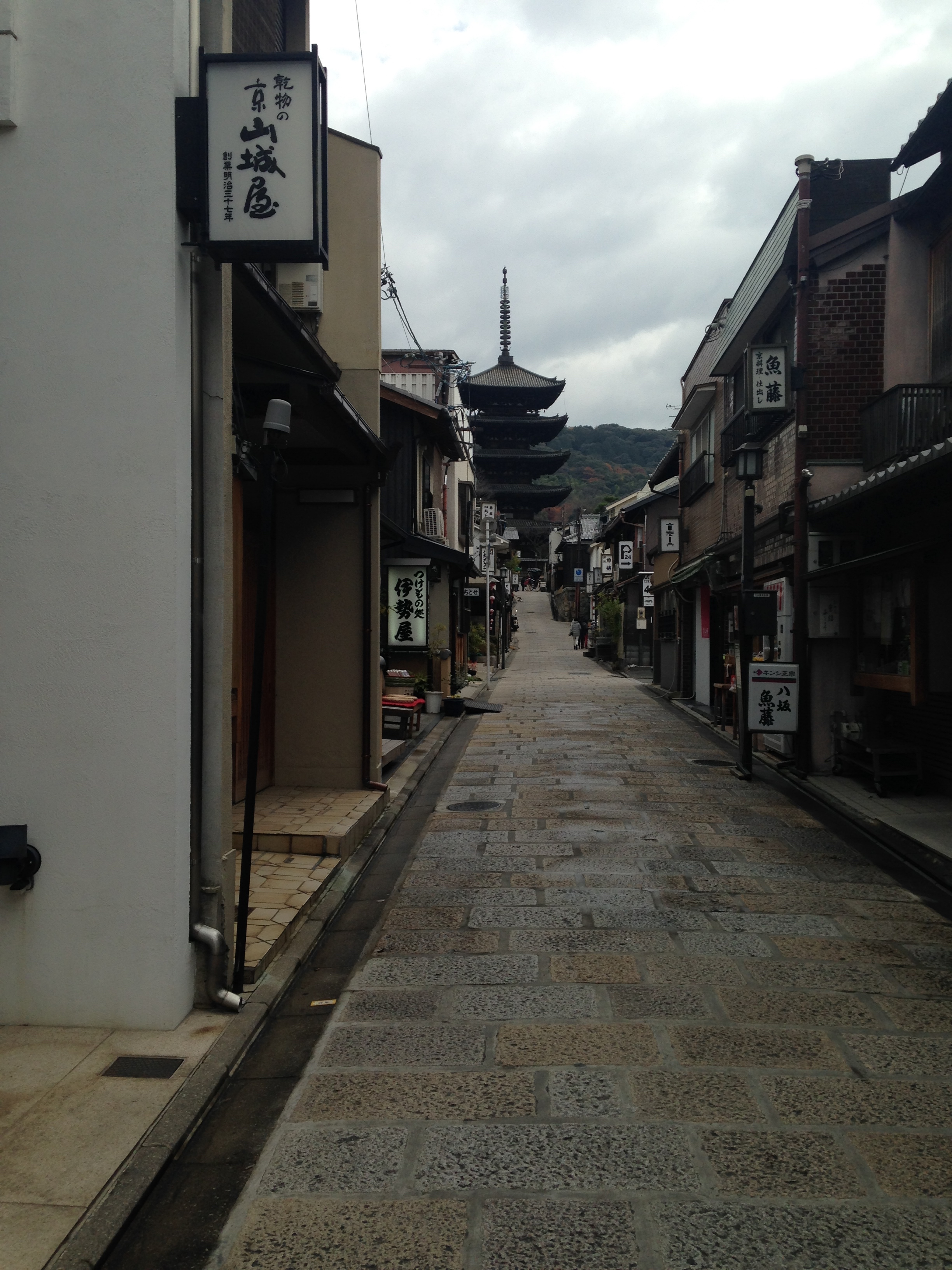
八坂通（東大路通東入ル）

八坂通（やさかどおり）は、京都市の東西の通りの一つ。全ての区間が東山区内に収まり、西は大和大路通から東は法観寺門前へ至る。東の延長は産寧坂へと続く。
全長約600メートル。八坂の塔で有名な法観寺へ至る参詣道である。

## 概要
全ての区間を通して緩やかな坂道となっており、東に向かって上っていく。西端の大和大路通から東大路通までの区間は建仁寺や六道珍皇寺の裏手を抜け、特に目立つ通りではないが、東大路通より東では路面が石畳となり、観光客向けの旅館や商店が立ち並ぶ。写真などでよく見る、石畳の先に八坂の塔がそびえる有名な光景は、この通りから見られるものであり、休日や観光シーズンになると通りは観光客で賑わう。
東大路通以東の区間は道幅が狭く、東行きの一方通行となっている。また同区間は土曜・日曜・祝日の10時－17時に自転車歩行者専用道路となる。

## 沿道の主な施設

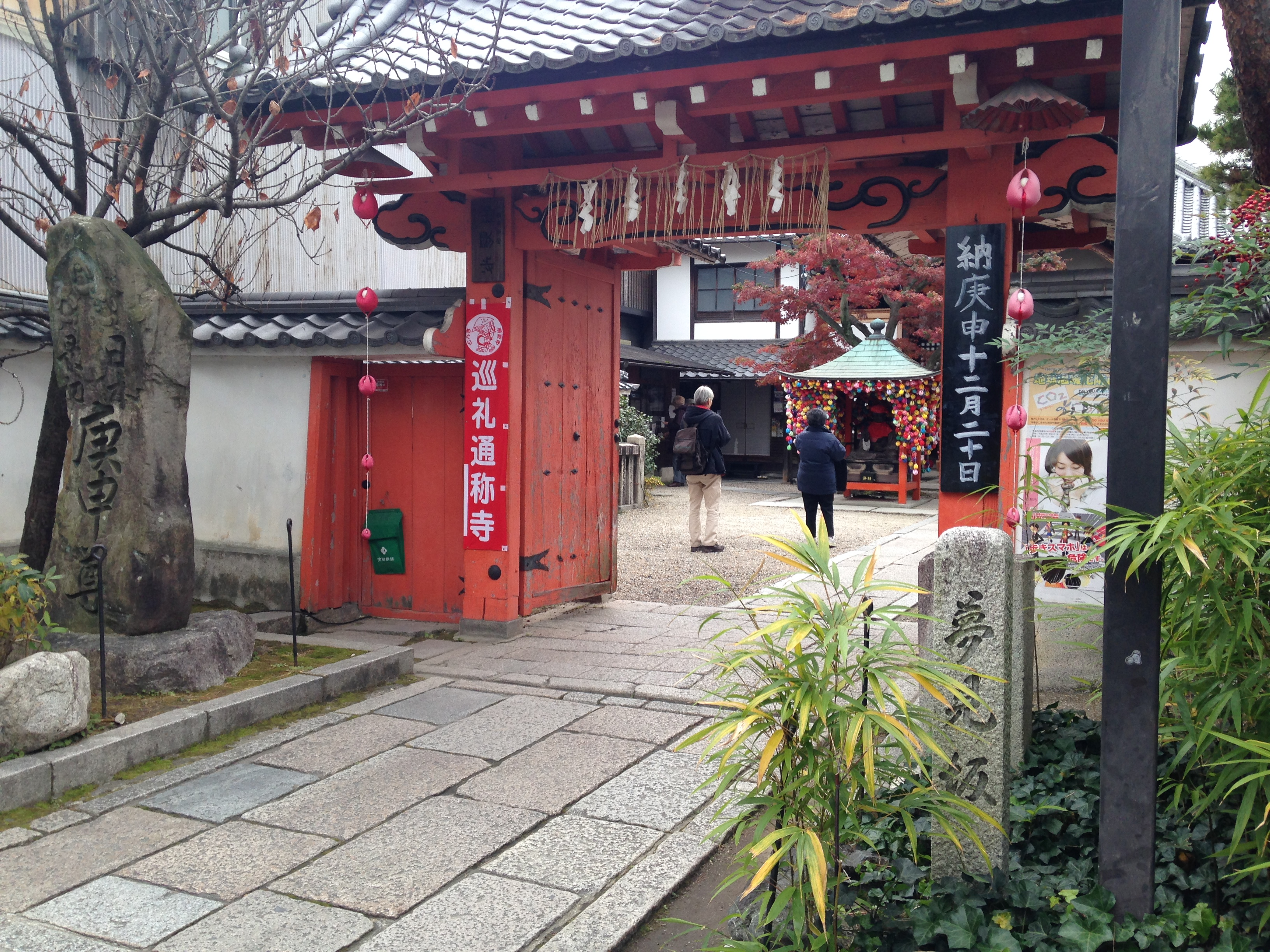
金剛寺（八坂庚申堂）

- 京都市新道児童館（旧・京都市立新道小学校）　大和大路通
- 建仁寺　大和大路通東入ル
- NTT西日本京都支店祇園別館　同上
- 六道珍皇寺　同上
- 金剛寺（八坂庚申堂）　下河原通東入ル
- 法観寺（八坂の塔）　同上

## 交差する道路
- 大和大路通
- 東大路通（京都府道143号四ノ宮四ツ塚線）
- 下河原通